# ناتوخای
ناتوخای (به لاتین: Natukhay) یک منطقهٔ مسکونی در روسیه است که در آدیغیه واقع شده‌است.